# Sándor Wagner

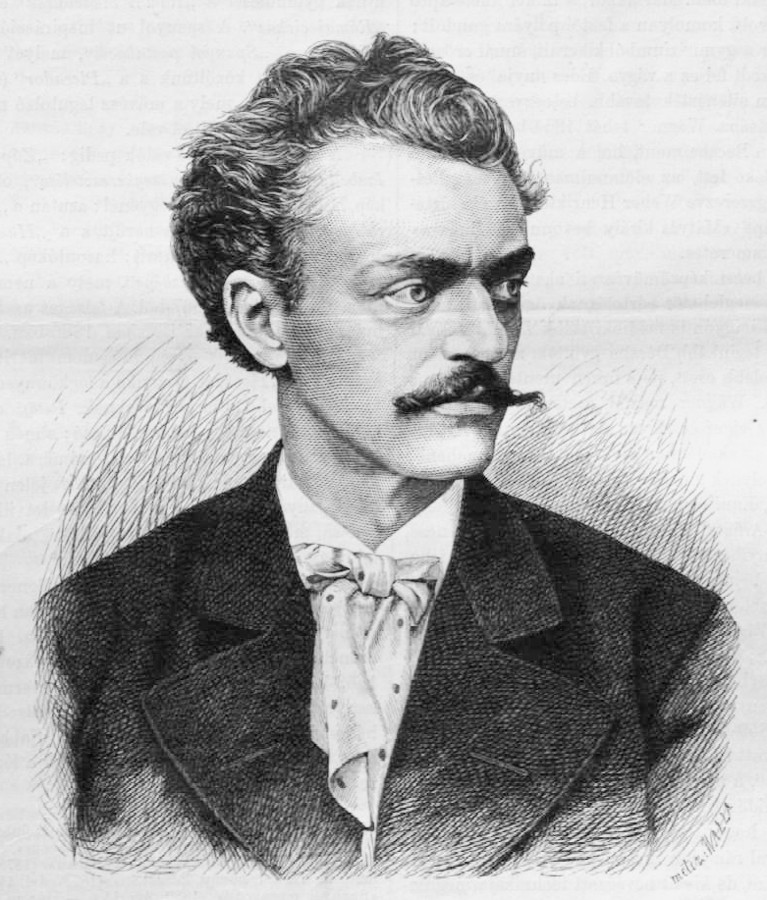
Sándor Wagner

Sándor ([ˈʃaːndor]) oder auch Alexander Wagner, seit 1898 Ritter von Wagner (* 16. April 1838 in Pest, Kaisertum Österreich; † 19. Januar 1919 in München) war ein österreichischer Maler ungarischer Herkunft.

## Leben

### Familie
Sándor Wagner war der Sohn des gleichnamigen Notars und Bezirksrichters Sándor Wagner (1800–1843) und dessen Frau Maria Katharina Raits (* 1803). Das Paar hatte noch eine ältere Tochter Mária (* 1833).
Am 17. Mai 1864 heiratete Wagner Bertha Oldenbourg, Tochter eines Münchner Verlegers. Sie starb 1869 kurz nach der Geburt ihres dritten gemeinsamen Kindes. Wagners Sohn Alfred (* 1866) wurde trotz künstlerischer Ambitionen Premierlieutenant im Bayerischen Artillerie-Regiment. Außerdem hatte Wagner zwei Töchter, Pauline (* 1867) und Bertha (1869–1891). Am 11. März 1874 heiratete er die jüngere Schwester seiner verstorbenen Frau, Marie Oldenbourg. Aus dieser zweiten Ehe gingen keine Kinder hervor.

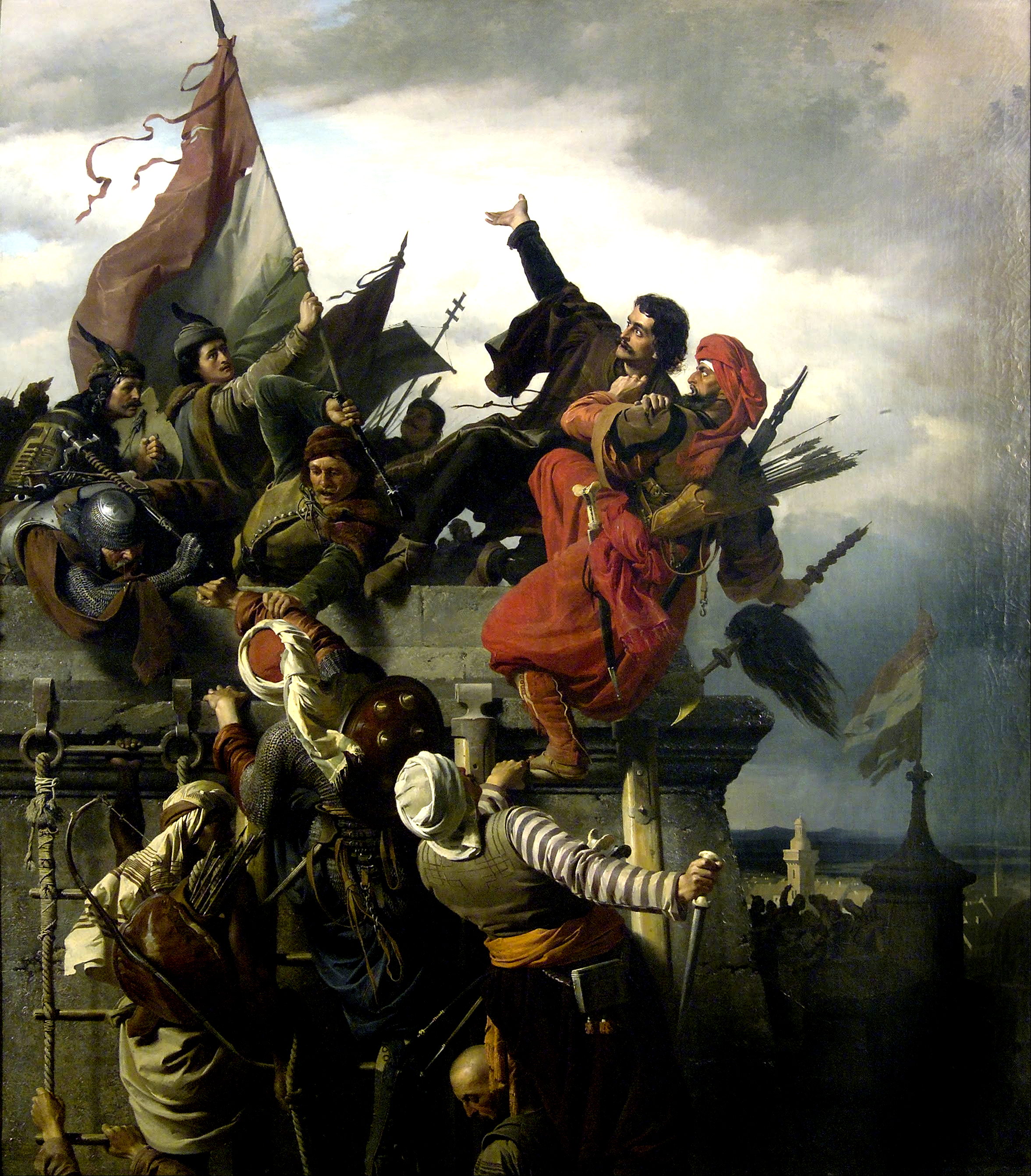
Die Selbstaufopferung des Titusz Dugovics, erstes historisches Monumentalgemälde von Wagner (1859)

### Ausbildung und erste Erfolge als Kunstmaler
Ersten Kunstunterricht erhielt Wagner an dem Evangelischen Gymnasium in seiner Geburtsstadt Pest. Mit 15 Jahren brach er den Schulbesuch ab und ging bei dem Genre- und Historienmaler Henrik Weber (1818–1866) in die Lehre. Ab 1854 besuchte er die Wiener Akademie, wo er die Malklasse belegte und unter anderem ein Schüler von Karl von Blaas war. Mit seinem Mitschüler Alexander von Liezen-Mayer schloss Wagner eine langjährige Freundschaft. Zusammen gingen sie zum Studium nach München, wo Wagner sich 1856 an der Münchner Kunstakademie immatrikulierte. Zunächst belegte er die Antikenklasse, dann lernte er bis 1864 bei Carl Theodor von Piloty. Nach seinem Eintreffen in München schloss sich Wagner dem Künstlerkreis um Franz von Lenbach an. Die Gruppe unternahm häufig Studienreisen nach Aresing und Umgebung, wo sie Motive für bäuerliche Genre-, Tier und Landschaftsbilder fand.
Während des Studiums bei Piloty schuf Wagner 1859 sein erstes historisches Monumentalgemälde, das die Selbstaufopferung des Titus Dugović thematisiert. Er bewarb sich mit dem Werk bei einem Wettbewerb des Pester Kunstvereins, der es daraufhin für die Nationalgalerie aufkaufte. Vier Jahre später erhielt Wagner für sein Gemälde Isabellas Abschied  von Siebenbürgen internationale Anerkennung. Auch seine Fresken im Bayerischen Nationalmuseum (1862/1863) und im Redoutengebäude Vigadó in Pest (1864) trugen zu seinem wachsenden Erfolg bei.

### Lehrtätigkeit und Auszeichnungen

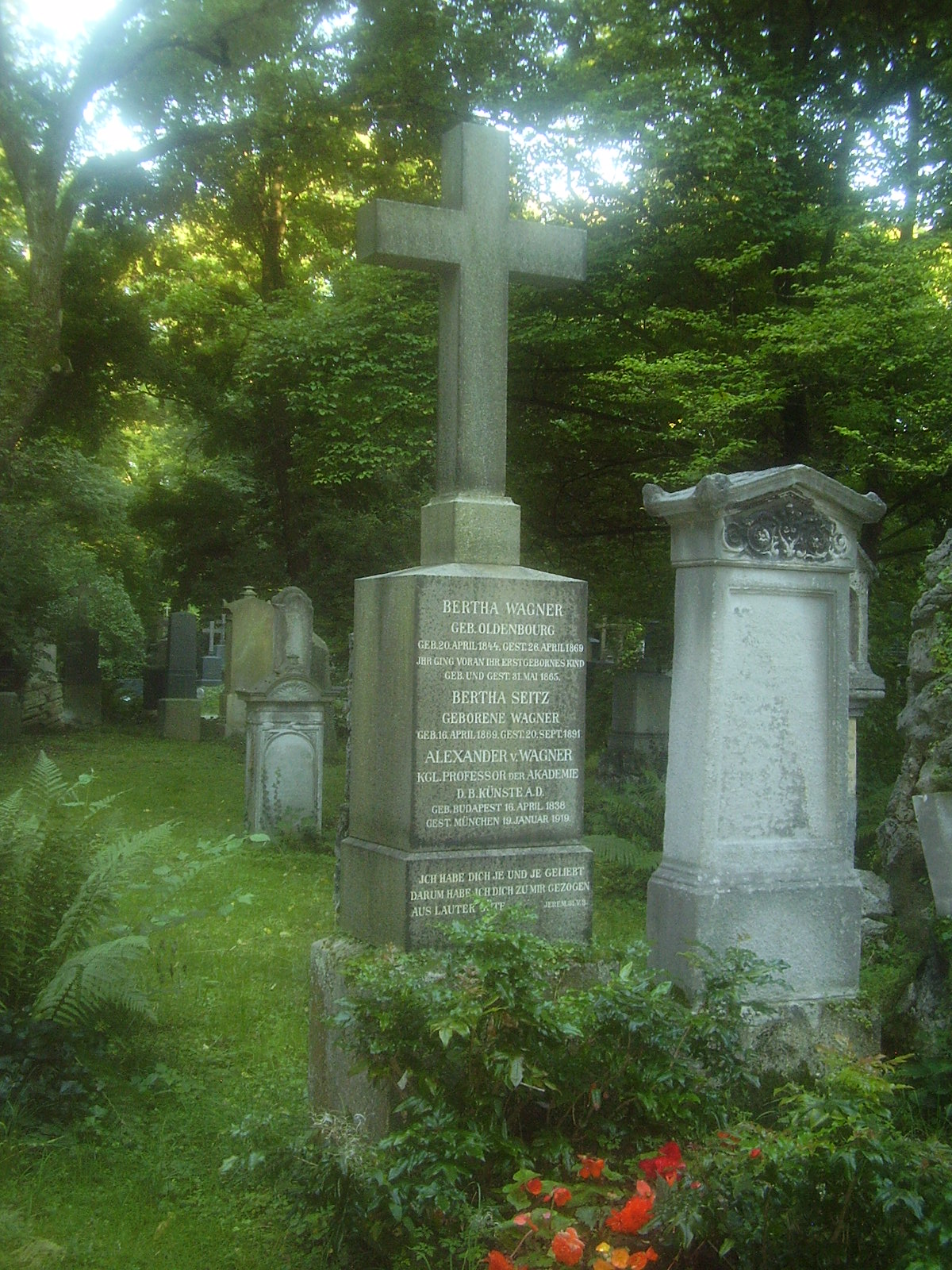
Familiengrab auf dem Alten Südfriedhof München

1864 und 1866 unternahm Wagner Studienreisen nach Italien und Spanien. 1866 vermittelte ihm Direktor Wilhelm von Kaulbach eine Stelle an der Münchner Kunstakademie als Unterlehrer des Professors Hermann Anschütz. Am 10. Februar 1869 wurde Wagner selbst zum ordentlichen Professor der Maltechnik an der Akademie ernannt. Um das Amt anzutreten, musste er seine ungarische Staatsbürgerschaft aufgeben. Ein Besuch der von Wagner geleiteten Malklasse für Fortgeschrittene war Vorbereitung und Voraussetzung für die Aufnahmeprüfung der begehrten Piloty-Klasse. Zu Wagners Schülern gehörten unter anderem Mihály von Munkácsy, Pál Szinyei Merse, Pál Vágó, Gyula Aggházy, Gyula Stetka und Jenö Gyárfás.
Wagners Popularität als Maler äußerte sich unter anderem in königlichen Aufträgen, so saß ihm Kaiserin Elisabeth 1866 in Wien Model für ein großformatiges Porträt.
Für seine Leistungen wurde Wagner 1898 mit dem Ritterkreuz des Ordens der Bayerischen Krone beliehen. Damit verbunden war die Erhebung in den persönlichen Adelsstand und er durfte sich nach der Eintragung in die Adelsmatrikel Ritter von Wagner nennen. 1910 verlieh ihm Prinzregent Luitpold das Komturkreuz zu diesem Orden. Gleichzeitig versetzte er Wagner in den Ruhestand.
1919 starb Wagner in München. 1920 fand eine Nachlass-Ausstellung im Glaspalast München statt.

## Werk
Zunächst malte Wagner überwiegend Szenen aus der Geschichte Ungarns. Später wählte er als Motive seiner Bilder auch Stiergefechte, spanische Prozessionen und römische Wagenrennen. Bedeutend sind außerdem seine Tier-, insbesondere Pferdebilder. Neben der Malerei von Gemälden und Fresken war Wagner auch als Illustrator tätig.
Werke (Auswahl)
- Die Selbstaufopferung des Titusz Dugovics. 1859, Öl auf Leinwand, 168 × 147 cm, Ungarische Nationalgalerie.
- Einzug  Gustav  Adolfs  in  Aschaffenburg und Vermählung Ottos II. von Bayern. 1862, Fresko, Staatliches Museum für Völkerkunde.
- Isabellas Abschied  von Siebenbürgen. 1863, Öl auf Leinwand, 135 × 171 cm, Ungarische Nationalgalerie.
- Königin Elisabeth. 1866, Öl auf Leinwand, 274 × 187 cm, Ungarisches Nationalmuseum.
- Königin Elisabeth. 1867, Öl auf Leinwand, 53,5 × 44 cm, Ungarisches Nationalmuseum
- Markttag.
- Die Hochzeitsfeier von Matthias Corvinus oder Mátyás besiegt Holubár. Fresko im ehemaligen Redoutengebäude in Pest. 1864 (verloren nach schwerer Beschädigung im Zweiten Weltkrieg).
- Pferdetrieb auf der Hortobagyer Puszta in Ungarn. um 1880.
- Das Wagenrennen. 1882.
- Wagenrennen im Circus Maximus in Rom zur Zeit des Domitian.
- Ungarisches Fuhrwerk.
- Ungarischer Pferdemarkt. um 1880, Öl auf Holz, 18 × 31,5 cm
- Heuernte. Öl auf Leinwand, 128 × 95 cm, Verbleib unbekannt
- Zwei Rinder bei Dämmerung in der Puszta. 1904, Öl auf Leinwand, 87 × 117 cm, Staatliche Gemäldesammlung in München
- Rinder. Aquarell auf Papier, ca. 18 × 23 cm, Staatliche Grafische Sammlung München
- Rund-Panorama Das alte Rom: mit dem Triumphzuge Kaiser Constantin's im Jahre 312 N.Chr. (gemeinsam mit Joseph Bühlmann unter Mitarbeit von Heinrich Fricke; verschollen, fotografische Reproduktion mit 1,72 m Länge veröffentlicht: München 1890.) (22 Blatt und 8 Fotografien beim Architekturmuseum der Technischen Universität München)[11]

Illustrationen (Auswahl)
- Theodore Simons: Aus altrömischer Zeit. Culturbilder. Gebrüder Paetel Verlag, Berlin 1878.
- Theodore Simons: Spanien: in Schilderungen. Gebrüder Paetel Verlag, Berlin 1880.